# ArcelorMittal Fos-sur-Mer
43°26′25.01″ пн. ш. 4°53′17.01″ сх. д. / 43.4402806° пн. ш. 4.8880583° сх. д.

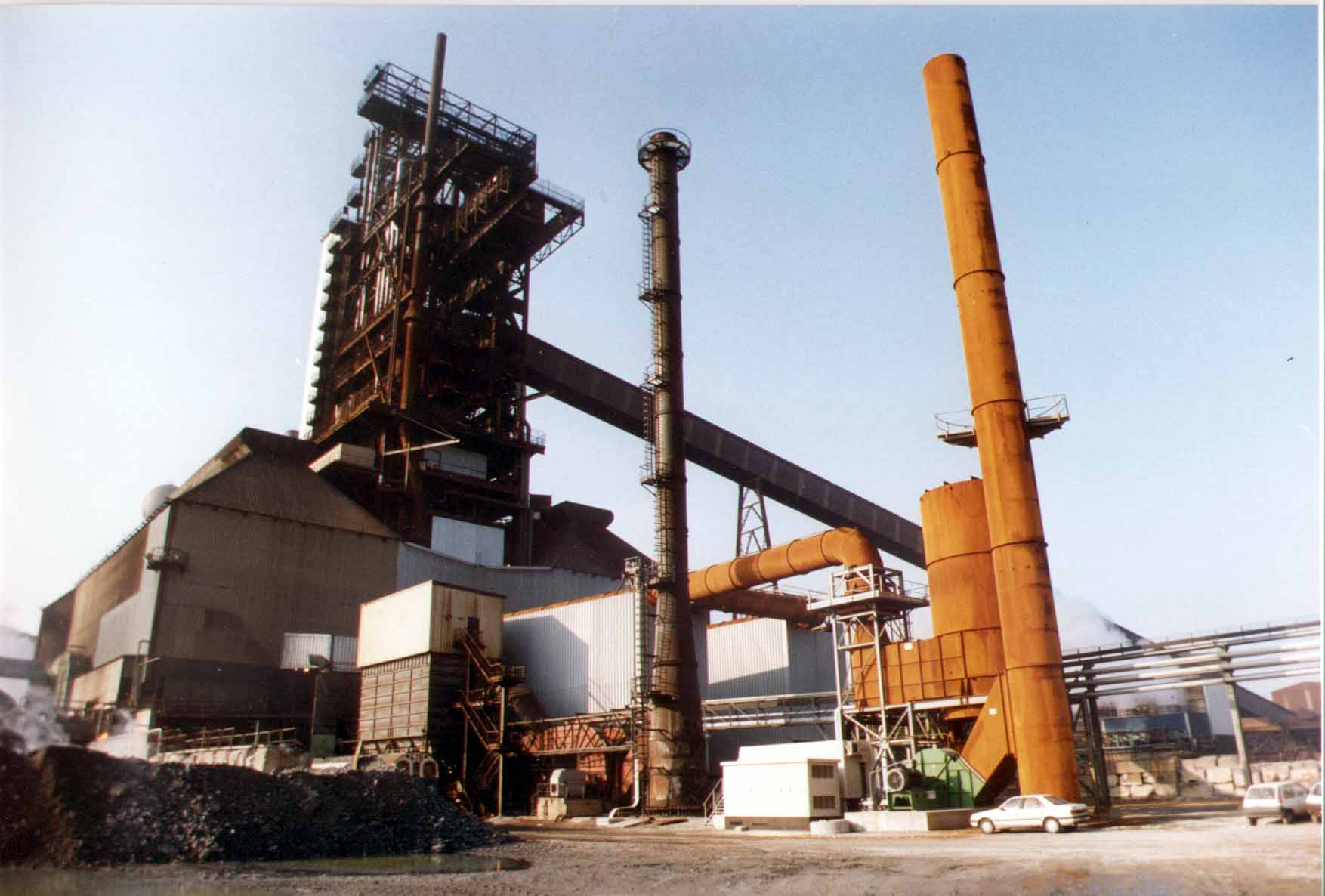
Доменна піч № 2 металургійного комбінату у Фос-сюр-Мер.

ArcelorMittal Fos-sur-Mer (АрселорМіттал Фос-Сюр-Мер) — металургійний комбінат на півдні Франції, у місті Фос-сюр-Мер.

## Сучасний стан
Комбінат має аглофабрику, коксохімічний завод, 2 доменних печі корисним об'ємом 2850 м³ кожна, [джерело?] 2 кисневих конвертери, 2 Установки безперервного розливання сталі, стан гарячої прокатки тощо.
2014 року на заводі було вироблено 3,9 млн т сталі і готової продукції — штрипсу і труб.
На комбінаті працюють 2500 осіб, загалом же, опосередковано, він забезпечує роботою 4000 осіб.